# Somatogyrus rheophilas
Somatogyrus rheophilas är en snäckart som beskrevs av F. G. Thompson 1984. Somatogyrus rheophilas ingår i släktet Somatogyrus och familjen tusensnäckor. Inga underarter finns listade i Catalogue of Life.